# Mammut Sports Group
Mammut Sports Group AG (voorheen ook Arova-Mammut AG, Mammut AG) is een Zwitserse fabrikant van kleding en uitrusting voor wintersporten zoals klimmen, sneeuwsport en trailrunning, evenals trekking. Het bedrijf werd oorspronkelijk in 1862 opgericht als touwslagerij en maakt sinds 2021 deel uit van de investeringsmaatschappij Telemos Capital. 
Het bedrijf is gevestigd in Seon, Zwitserland, terwijl het centrale distributiemagazijn voor Europa zich bevindt in het Duitse Wolfertschwenden (Beieren).
Er werken zo'n 800 mensen voor de groep. Het bedrijf is actief in meer dan 40 landen via dochterondernemingen, distributeurs en agentschappen, met een aantal flagship stores en een factory outlet in het hoofdkantoor te Seon.